# 深圳北汽车客运站
深圳北汽车客运站是位于中华人民共和国广东省深圳市龙华区的一个汽车客运站。

## 简介
深圳北汽车客运站是深圳北站的一部份，位于深圳北站西广场，留仙大道以南、致远中路以东之交界处东南侧，西侧设有广深港客运专线深圳北站，北侧设有深圳地铁深圳北站，设计客流量为每天6000人次。

## 使用情况
2012年4月28日，深圳北汽车客运站开始正式运营，客运班线主要为广州、惠州、河源、粤东、香港等方向的班线。

## 资料来源
1. ↑  
. 深圳新闻网. 2012-04-28  [2012-05-18]. （原始内容存档于2012-04-27） （中文（简体））.